# Шонла
Шонла (вьет. Sơn La) — город в северо-западной части Вьетнама. Административный центр провинции Шонла.
Абсолютная высота города — 662 метра над уровнем моря.
В годы существования конфедерации тайских народов Сипсонгчаутхай Шонла была укреплённым городом чёрных таев.
По данным на 2013 год численность населения составляет 22 368 человек; по данным на 2000 год оно насчитывало 17 800 человек.